# Ptychodes alboguttatus
Ptychodes alboguttatus là một loài bọ cánh cứng trong họ Cerambycidae.